# Georges Schiltz
Georges Schiltz (3 de fevereiro de 1901, data de morte desconhecida) foi um ciclista luxemburguês.
Competiu na prova individual e por equipes do ciclismo de estrada nos Jogos Olímpicos de 1924, disputadas na cidade de Paris, França.